# Sweet Oblivion
| Críticas profissionais        | Críticas profissionais |
| Avaliações da crítica         | Avaliações da crítica  |
| Fonte                         | Avaliação              |
| ----------------------------- | ---------------------- |
| AllMusic                      | link                   |
| Entertainment Weekly          | B+                     |
| Kerrang!                      | 4/5                    |
| Los Angeles Times             | [ 3 ]                  |
| NME                           | 8/10                   |
| Q                             | [ 5 ]                  |
| The Rolling Stone Album Guide | [ 6 ]                  |
| Select                        | 5/5                    |
| Spin Alternative Record Guide | 9/10                   |
| The Village Voice             | B+                     |

Sweet Oblivion é o sexto álbum de estúdio lançado pela banda Screaming Trees em 1992.
Com o lançamento deste álbum, a banda conquistou público e boas críticas, vendendo mais de 300 mil cópias. Com a grande vinculação da música "Nearly Lost You" pelas mídias (rádio e TV), a banda acabou tendo um sucesso inesperado pelos músicos. É o primeiro álbum gravado com o baterista Barrett Martin, após a saída de Mark Pickerel. A sonoridade deste álbum é mais pesada do que o antecessor Uncle Anesthesia.

## Faixas
| N.º            | Título                  | Compositor(es)                     | Duração |  |
| 1.             | "Shadow of the Season"  | L. Conner/Lanegan                  | 4:34    |  |
| 2.             | "Nearly Lost You"       | L. Conner/V. Conner/Lanegan        | 4:07    |  |
| 3.             | "Dollar Bill"           | V. Conner/Lanegan                  | 4:35    |  |
| 4.             | "More or Less"          | L. Conner/V. Conner/Lanegan        | 3:11    |  |
| 5.             | "Butterfly"             | L. Conner/V. Conner/Lanegan        | 3:22    |  |
| 6.             | "For Celebrations Past" | L. Conner/V. Conner/Lanegan/Martin | 4:09    |  |
| 7.             | "The Secret Kind"       | L. Conner/V. Conner/Lanegan/Martin | 3:08    |  |
| 8.             | "Winter Song"           | L. Conner/Lanegan                  | 3:43    |  |
| 9.             | "Troubled Times"        | L. Conner/V. Conner/Lanegan/Martin | 5:20    |  |
| 10.            | "No One Knows"          | L. Conner/Lanegan                  | 5:13    |  |
| 11.            | "Julie Paradise"        | V. Conner/Lanegan                  | 5:05    |  |
| Duração total: | Duração total:          | Duração total:                     | 46:13   |  |

## Créditos
- Mark Lanegan - Vocal
- Gary Lee Conner - Guitarra
- Van Conner - Baixo
- Barrett Martin - Bateria

- Don Fleming - Produção
- Andy Wallace - Mixagem
- Howie Weinberg - Masterização
- John Agnello - Engenheiro
- David Coleman - Diretor de Arte
- Michael Lavine - Fotógrafo

## Posições nas paradas
Álbum
| Ano  | Parada musical    | Posição |
| ---- | ----------------- | ------- |
| 1992 | Heatseekers       | 4       |
| 1993 | The Billboard 200 | 141     |

Singles
| Ano  | Single            | Parada musical         | Posição |
| ---- | ----------------- | ---------------------- | ------- |
| 1992 | "Nearly Lost You" | Mainstream Rock Tracks | 12      |
| 1992 | "Nearly Lost You" | Modern Rock Tracks     | 5       |
| 1992 | "Nearly Lost You" | Hot 100 Airplay        | 62      |
| 1992 | "Nearly Lost You" | UK Singles Chart       | 50      |
| 1993 | "Dollar Bill"     | Mainstream Rock Tracks | 40      |
| 1993 | "Dollar Bill"     | Modern Rock Tracks     | 28      |
| 1993 | "Dollar Bill"     | UK Singles Chart       | 52      |